# آلکوچایوک
آلکوچایوک (به اسپانیایی: Allcochayoc) یک کوه در پرو است که در Peru, Huancavelica Region واقع شده‌است. آلکوچایوک ۴٬۴۰۰ متر بالاتر از سطح دریا واقع شده‌است.